# EN 15227
EN 15227は、2008年に発効された、鉄道車両のクラッシュワージネス（耐衝撃性）に関する欧州規格である。この規格は鉄道車両の強度に関する規格である「EN 12663」と互換性を有し、双方を補完している。

## 概要
鉄道車両の衝突事故発生時に、人命や物品に致命的な被害を与える衝撃を軽減する事を目的に、2008年7月に「鉄道用途 - 鉄道車両車体の衝突安全性要件（Bahnanwendungen – Anforderung an die Kollisionssicherheit von Schienenfahrzeugkästen）」として発行された欧州規格。2012年からは欧州連合内で設計される全ての鉄道車両に適合されるようになった。これは欧州連合と国際鉄道連合の資金援助によって行われた「SAFETRAIN」プロジェクトの一環として定められたもので、ヨーロッパ全体の衝突事故の分析や参考事例の導出、そしてこれを基にしたコンピュータシミュレーションによる検証により定められた。また、幹線鉄道（高速鉄道、在来線など）に関する安全性を検証した「SAFETRAIN」に加え、路面電車や地下鉄車両の安全性を検証する「SAFETRAM」、内装の安全性を調査した「SEFEINTERINORS」プロジェクトが2010年まで継続して実施された。
EN 15227規格は、以下の事故が生じた際、車両の乗り上げを防いだうえで、運転士や乗客の生命が保たれる車両設計を義務付けるものになっている。
- シナリオ1 - 同一形式の車両と正面衝突
- シナリオ2 - 貨車またはライトレール車両と衝突
- シナリオ3 - 大型の障害物（トラックなど）と衝突
- シナリオ4 - 小型の障害物（自動車、動物など）と衝突

各シナリオは鉄道車両の種類に合わせて設けられたカテゴリ（カテゴリC-I - カテゴリC-IV）に応じて、衝突時の速度や被衝突物の質量の基準が定められている。
- カテゴリC-I - 機関車、客車、電車、気動車など
- カテゴリC-II - 地下鉄用電車など
- カテゴリC-III - ライトレール用車両など
- カテゴリC-IV - 路面電車用車両など

## 車両設計への影響

デジロ（シーメンス）
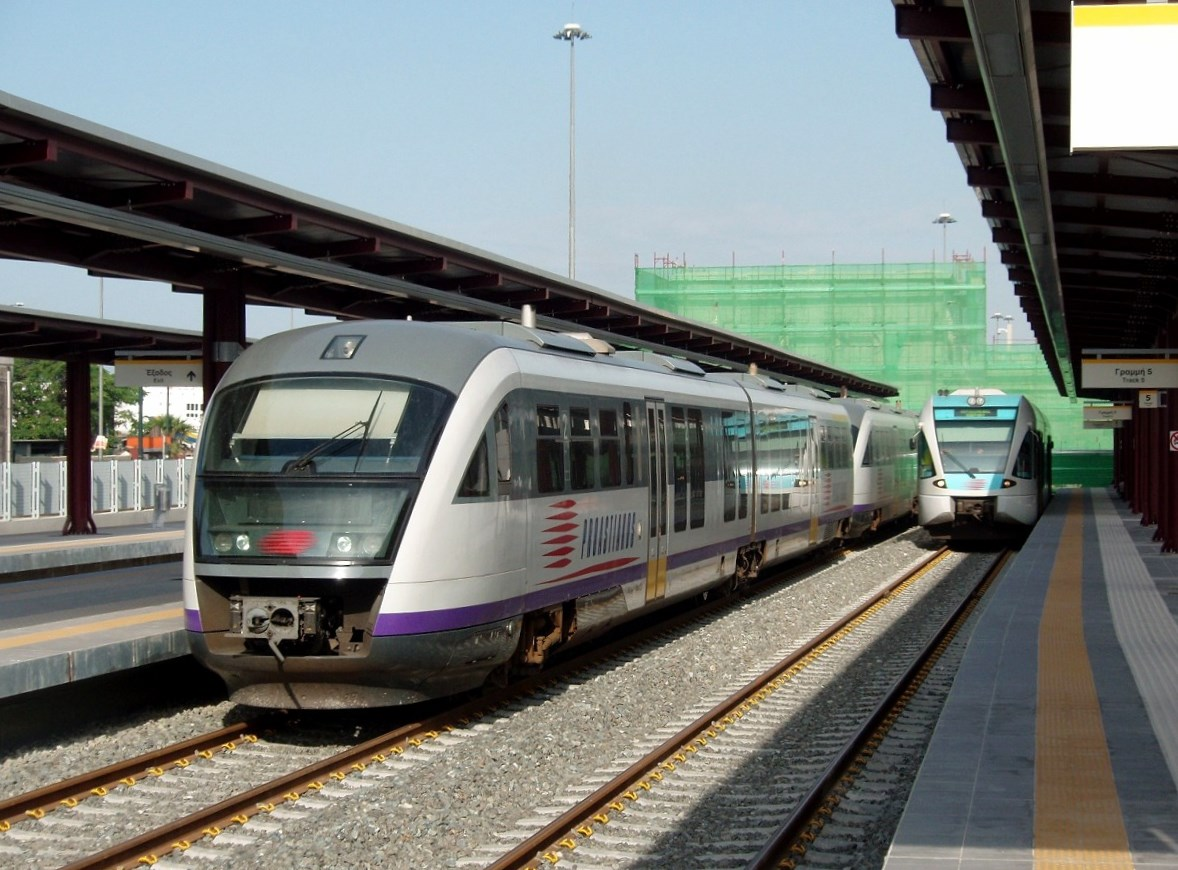
対応前 （デジロ）
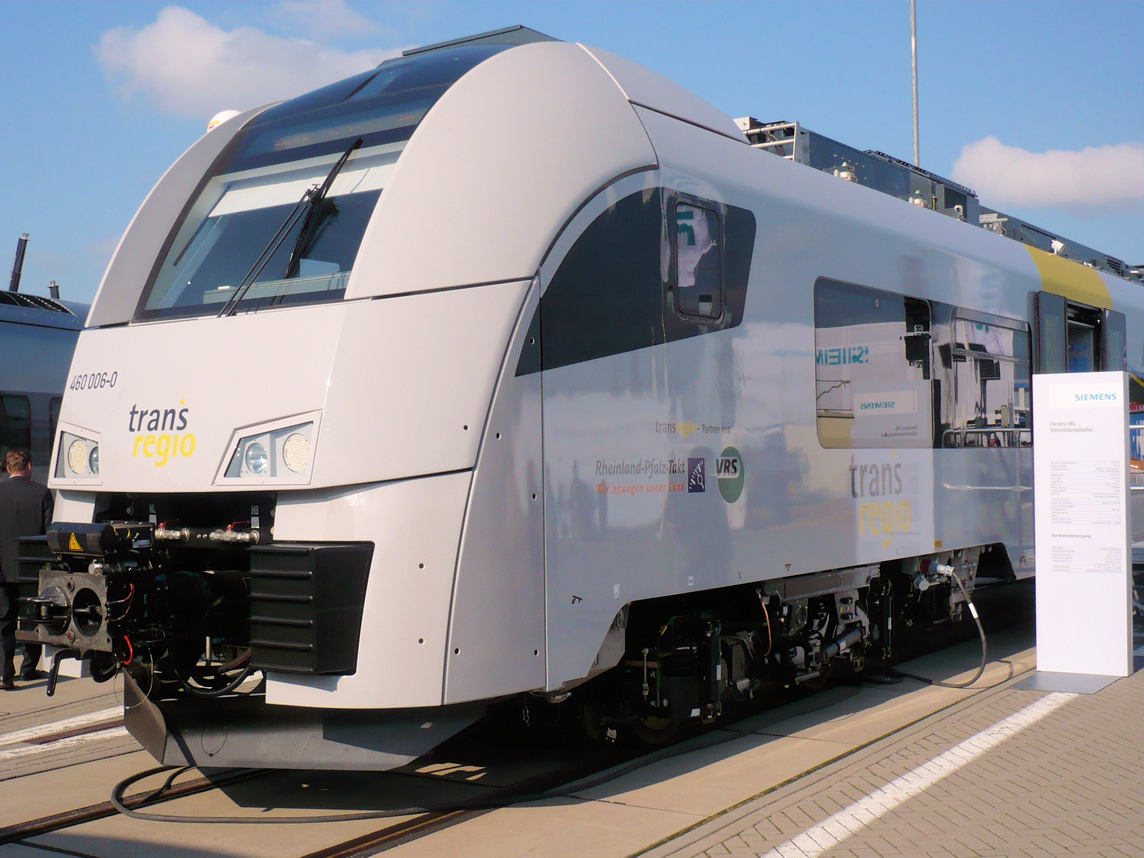
対応後 （デジロML）

コラディア（アルストム）
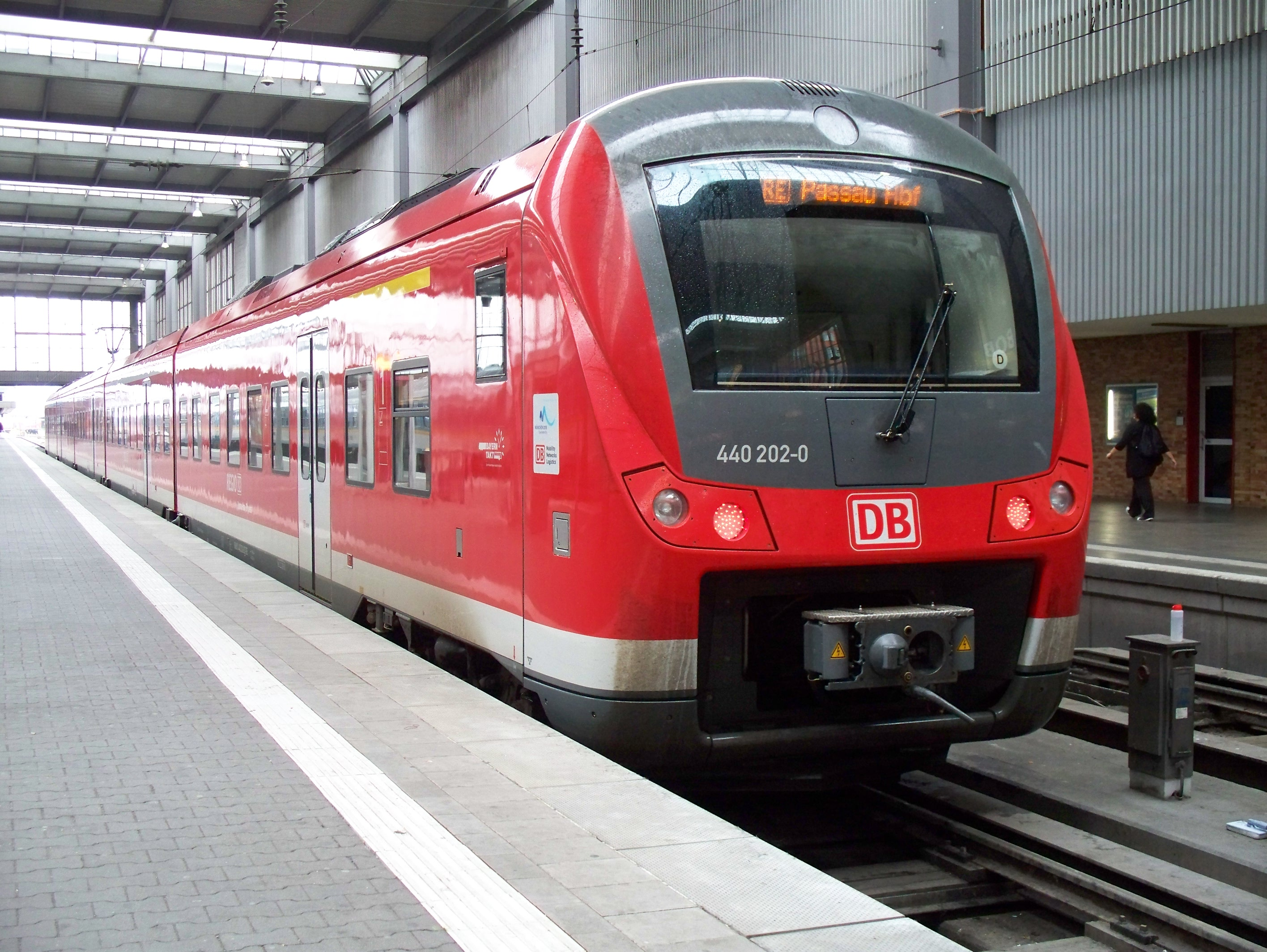
対応前 （コラディア・コンチネンタル）
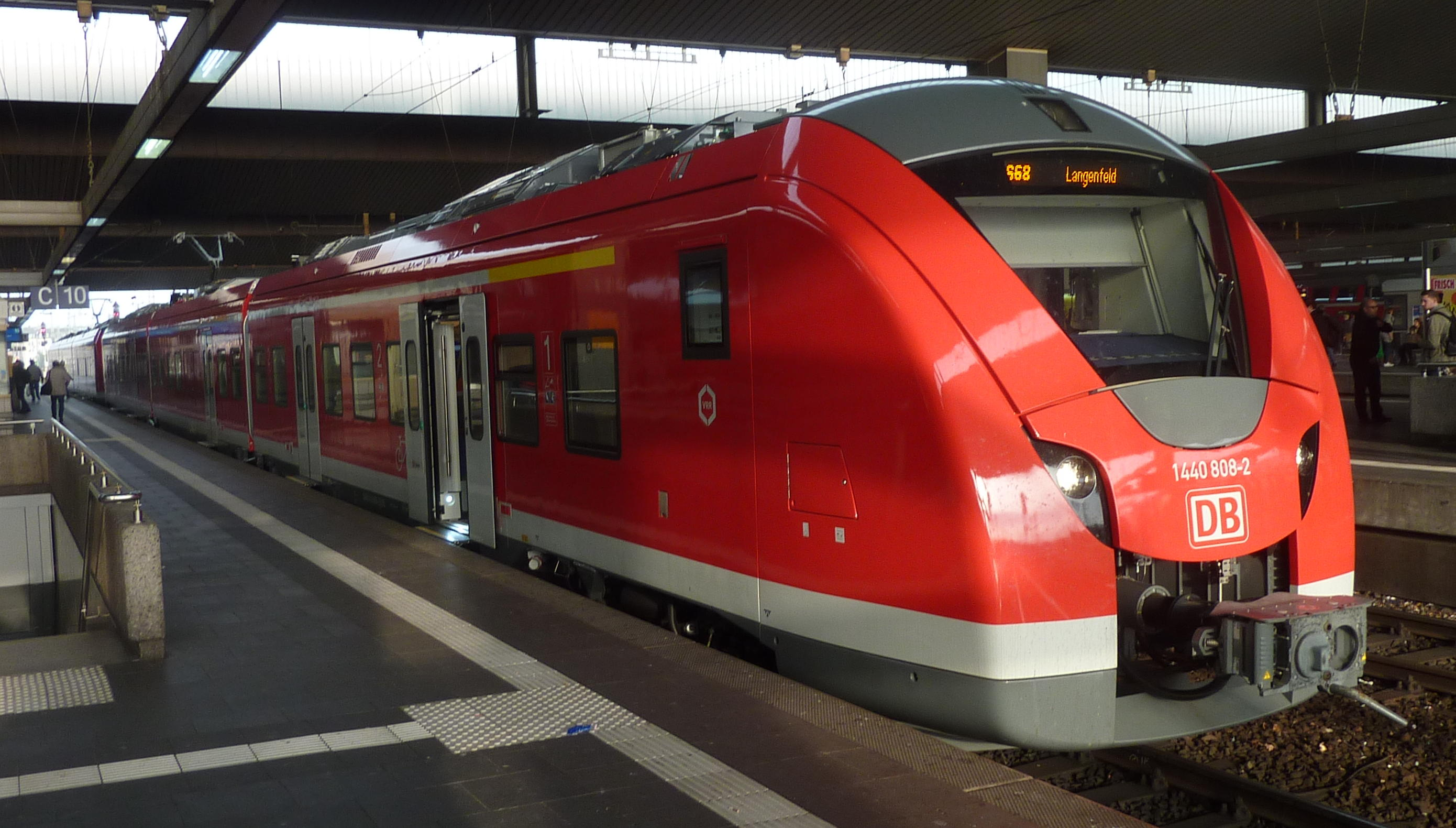
対応後 （コラディア・コンチネンタル）

従来、電車や気動車といった鉄道車両の運転台を含む先頭部分は車体部分と同一の構体を用いることを前提に設計されていたが、EN 15227に対応した車両では基準に即したクラッシャブルゾーンの確保を始めとした要因から車体部分とは別の構体を用い、製造過程で結合する形に改められた。更に連結器周辺の構造についても車体の乗り上げを防止する緩衝器（アンチクライマー）の設置が必要となった事から、多くの企業において従来の車両から先頭部の設計が大幅に変更された。以下、その事例を示す。

FLIRT（シュタッドラー・レール）
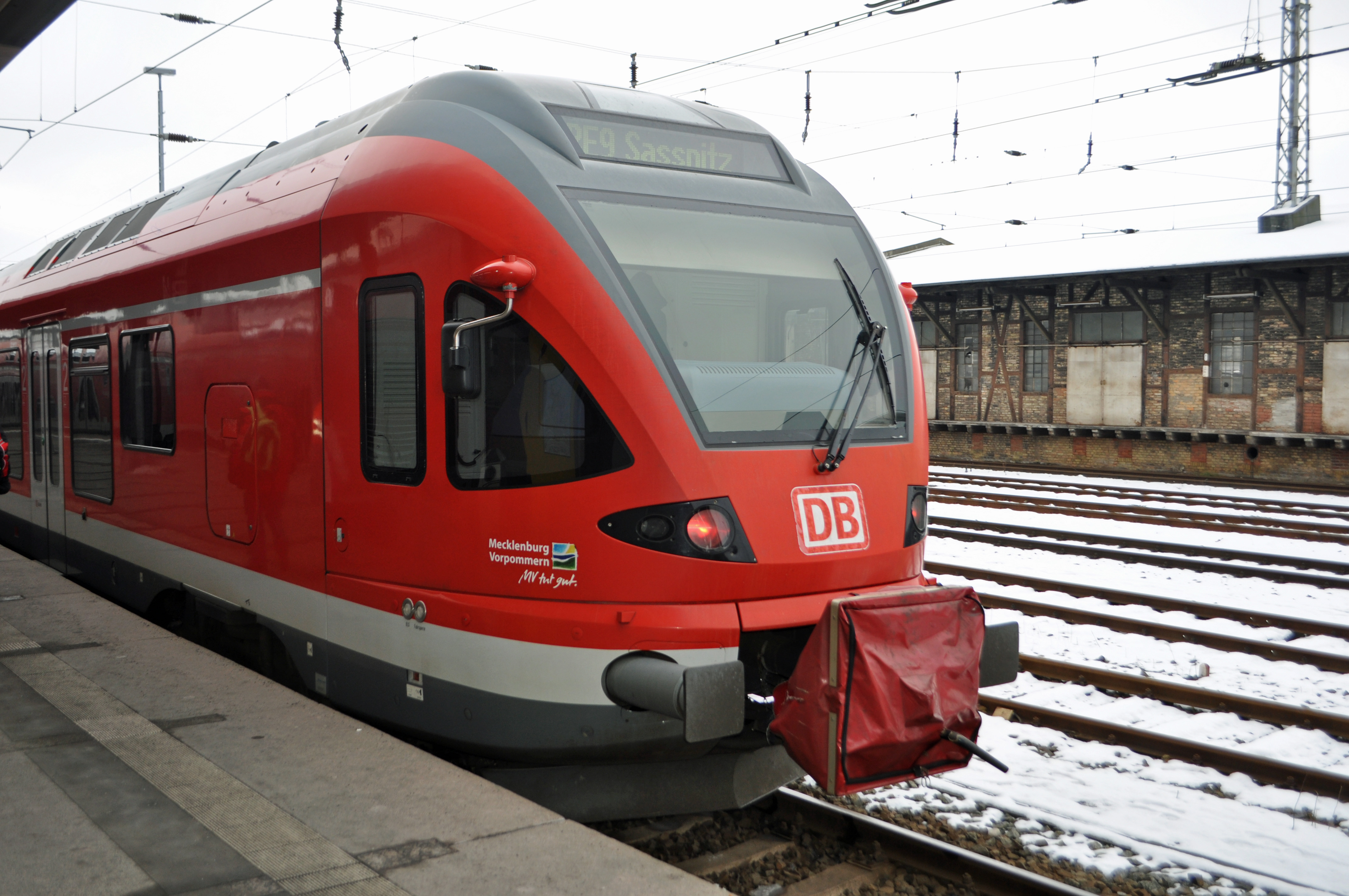
対応前 （FLIRT）
対応後 （FLIRT 3）

タレント（ボンバルディア・トランスポーテーション→アルストム）
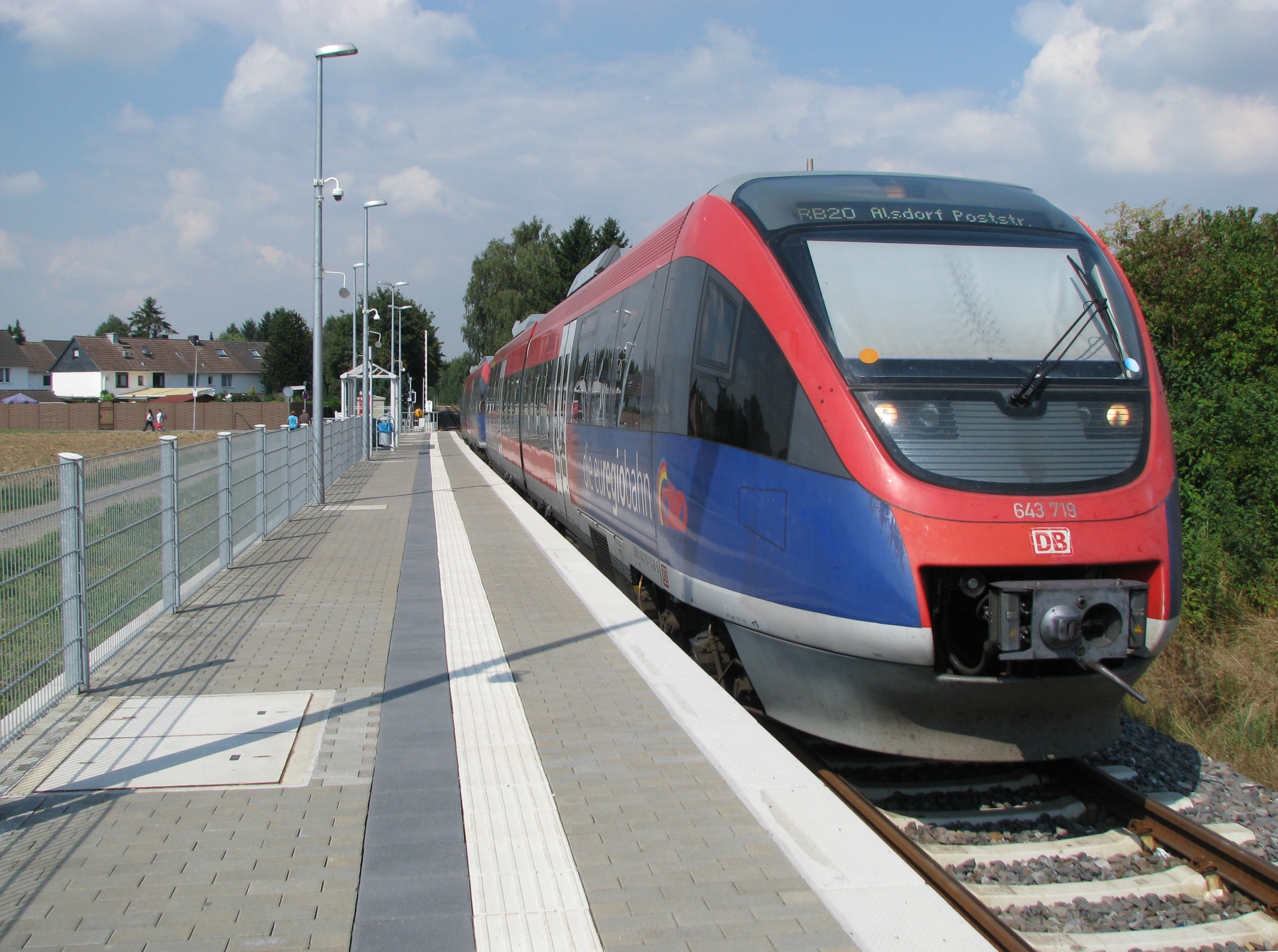
対応前 （タレント）
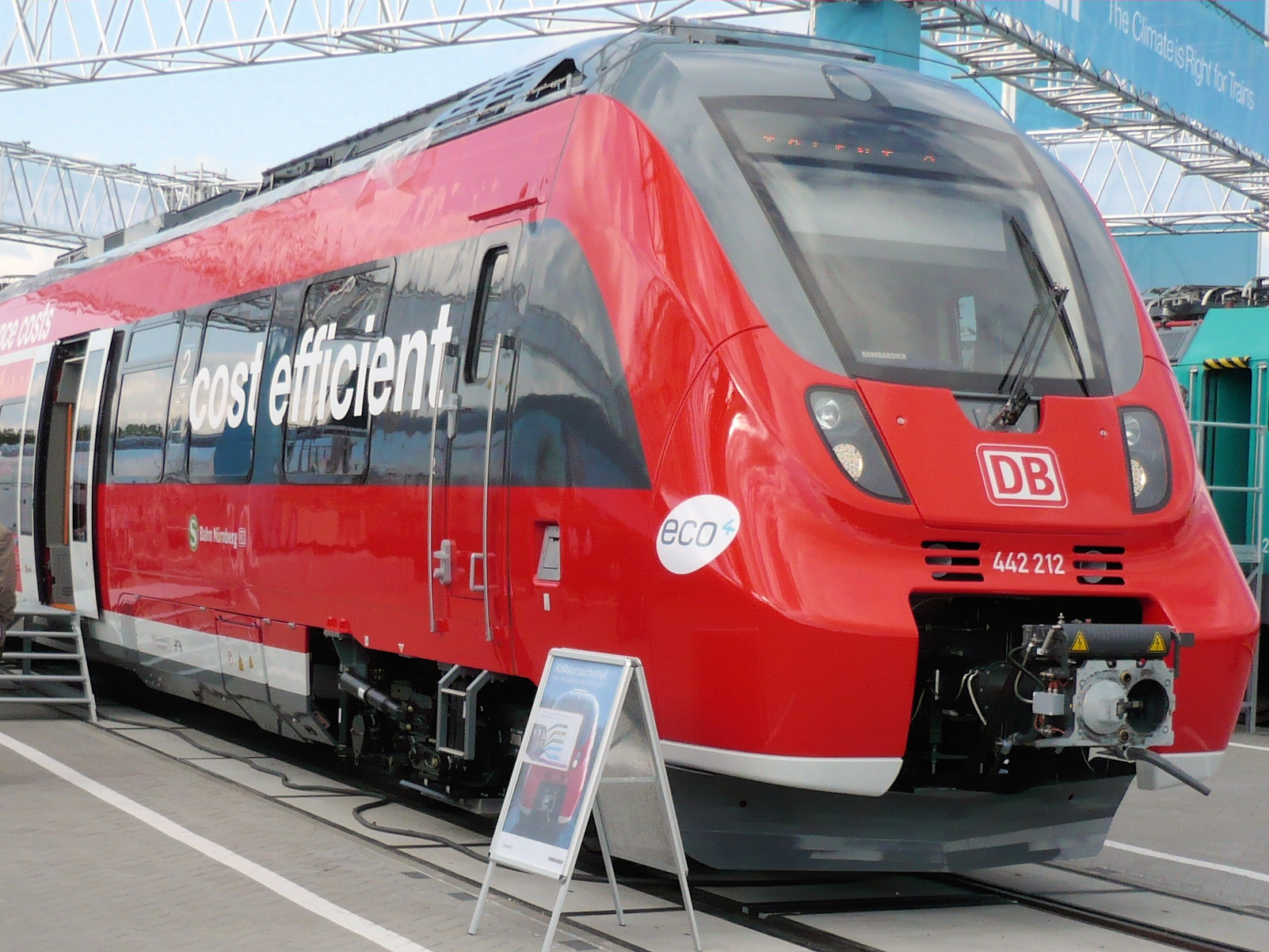
対応後 （タレント2）

- デジロ（シーメンス）
- 対応前
（デジロ）
- 対応後
（デジロML）

- コラディア（アルストム）
- 対応前
（コラディア・コンチネンタル）
- 対応後
（コラディア・コンチネンタル）

## 参考資料
- Günter Löffler (16 July 2008). DIN EN 15227 „Anforderungen für die Kollisionssicherheit von Schienenfahrzeugkästen“ - Empfehlungen für Hersteller und Betreiber (PDF) (Report). Technische Universität Dresden. 2016年1月12日時点のオリジナル (PDF)よりアーカイブ. 2024年8月31日閲覧.